# Maple Bush n.º 224
Maple Bush n.º 224 es un municipio rural canadiense situado en la provincia de Saskatchewan.

## Superficie
Maple Bush n.º 224 tiene una superficie de 818,05 km².

## Demografía
En 2021, tenía 213 habitantes, una densidad poblacional de 0,3 hab./km², y 188 viviendas.